# Time Flies (album)
Time Flies is het derde album van de Belgische band Vaya Con Dios uit 1992.
Dit album klinkt, nog meer dan het vorige album, melancholisch en is meer gypsy- en soul-georiënteerd. De reden hiervoor lag in het feit dat Dani Klein en Dirk Schoufs ieders hun eigen muzikale weg wilden gaan. Kort daarop, op 24 mei 1991, stierf Schoufs ten gevolge van aids. Zijn hiv-infectie had hij opgelopen door zijn heroïne-verslaving.
Time Flies deed het internationaal erg goed, zo was het een nummer 1-album in onder meer Nederland en Zwitserland. Hierop volgde een wereldtournee van vijf weken in 1993.
Het album bevatte drie singles, met name Time Flies, So Long Ago en Heading for a Fall. Het was het eerste album van Vaya Con Dios dat niet eindigde met een Franstalig liedje.

## Tracklist
1. Time Flies
2. Forever Blue
3. Farewell Song
4. So Long Ago
5. Still a Man
6. Heading for a Fall
7. Mothers and Daughters
8. Listen
9. Bold and Untrue
10. Muddy Waters
11. Brave Jane
12. At the Parallel

## Meewerkende muzikanten
- Producer:
  - Dani Klein
- Muzikanten:
  - André Brasseur (elektronisch orgel)
  - Arnould Massart (piano)
  - Béatriz Ramirez (backing vocals)
  - Carlo Mertens (blazerssectie)
  - Carmelo Prestigiacomo (gitaar)
  - Claudine Steenackers (strijkerssectie)
  - Dani Klein (backing vocals, zang)
  - Daniel Moffat (percussie)
  - Eric Melaerts (gitaar)
  - Frank Deruytter (blazerssectie)
  - Freddy Starks (backing vocals)
  - Gwenaël Micault (accordeon)
  - Jean Mutsari (basgitaar, contrabas)
  - Jean-Michel Gielen (gitaar)
  - Jeannot Gillis (strijkerssectie)
  - Jenifer Kaje (backing vocals)
  - Maria Lekranty (backing vocals)
  - Marianne Denoïa (strijkerssectie)
  - Patrick Mortier (blazerssectie)
  - Philippe Allaert (drums, percussie)
  - Renauld Louisson (pauken)
  - Simon Schoovaerts (piano)
  - Sonya Henderson (backing vocals)
  - Verona Davis (backing vocals)